# Championnat de France de futsal 2013-2014
Navigation
Saison 2012-2013 Saison 2014-2015
La saison 2013-2014 de Division 1 est la septième édition du Championnat de France de futsal, la première sous ce format. Le premier niveau du futsal français oppose cette saison treize clubs en une série de vingt-quatre rencontres jouées de septembre 2013 à mai 2014.
Le Sporting Club de Paris et le Cannes Bocca Futsal luttent toute la saison pour le titre. Triple tenant du titre, les Parisiens terminent champions et remporte ainsi leur quatrième sacre national consécutif. Le Kremlin-Bicêtre United, vainqueur de la Coupe de France, complète le podium.
Roubaix AFS, Lyon Footzik et Paris Métropole Futsal, classés aux trois dernières positions, sont relégués en Division 2. Ils sont remplacés pour l'édition suivante par les deux clubs promus de D2. 

## Format de la compétition
Le championnat de D1 est théoriquement constitué de douze équipes. Cependant, à la suite de la réintégration du Kremlin-Bicêtre United, l'édition 2012-2013 se joue à treize équipes entrainant la relégation d'un club supplémentaire.
Le club classé premier à l'issue de la compétition est sacré champion de France et les trois derniers sont relégués en Division 2.

## Clubs participants
Exclu du championnat 2012-2013 après que des supporters ont frappé un joueur adverse, le Kremlin-Bicêtre United est aussi initialement relégué en Division 2 la saison suivante. Le club saisit le CNOSF puis le tribunal administratif, qui ordonne, fin août 2013, la réintégration du KBU. La FFF se pourvoit en cassation début septembre devant le Conseil d’État, sans réussite. Le KBU devient donc le treizième club d'un championnat prévu à douze.
| \| Bagneux Béthune Bruguières Cannes Clénay Garges La Chapelle-sur-Erdre Le Kremlin-Bicêtre Lyon SC Paris Paris MF Roubaix AFS Toulon \| Clubs 2013-2014 |
| Bagneux Béthune Bruguières Cannes Clénay Garges La Chapelle-sur-Erdre Le Kremlin-Bicêtre Lyon SC Paris Paris MF Roubaix AFS Toulon                       |

| Résultat 2012-2013 | Club                     | Localité                                     | Fondation | Dans l'élite depuis | Entraîneur          |
| ------------------ | ------------------------ | -------------------------------------------- | --------- | ------------------- | ------------------- |
| 1er grp. A         | Sporting Club de Paris T | Île-de-France, Paris                         | 1983      | 2008                | Rodolphe Lopes      |
| 1er grp. B         | FC Erdre-Atlantique      | Pays de la Loire, Loire-Atlantique, Nantes   | 2002      | 2007                | Fabrice Gacougnolle |
| 2e grp. A          | Roubaix AFS              | Nord-Pas-de-calais, Nord, Roubaix            | 2001      | 2011                | Hacène Guenoune     |
| 2e grp. B          | Bruguières SC            | Midi-Pyrénées, Haute-Garonne, Bruguières     | 2003      | 2008                |                     |
| 3e grp. A          | ASL Clénay               | Bourgogne, Côte-d'Or, Clénay                 | 2004      | 2008                |                     |
| 3e grp. B          | Cannes Bocca Futsal      | PACA, Alpes-Maritimes, Cannes                | 1978      | 2008                | Manuel Moya         |
| 4e grp. A          | Béthune Futsal Club      | Nord-Pas-de-calais, Pas-de-calais, Béthune   | 2002      | 2010                | Aldo Cannetti       |
| 4e grp. B          | Paris Métropole Futsal   | Île-de-France, Paris                         | 2001      | 2007                |                     |
| 5e grp. A          | Garges Djibson ASC       | Île-de-France, Val-d'Oise, Garges            | 2008      | 2007                | Cyrille Gaudin      |
| 5e grp. B          | Lyon Footzik             | Rhône-Alpes, Rhône, Lyon                     | 2001      | 2007                | Rafael Saadi        |
| 6e grp. A          | AS Bagneux Futsal        | Île-de-France, Hauts-de-Seine, Bagneux       | 1995      | 2008                | Mustapha Otmani     |
| 6e grp. B          | Toulon Tous Ensemble     | PACA, Var, Toulon                            | 2008      | 2011                | Felice Mastropierro |
| déclassé           | Kremlin-Bicêtre United   | Île-de-France, Val-de-Marne, Kremlin-Bicêtre | 2002      | 2007                | Johann Legeay       |

## Compétition

### Résultats
| Résultats (dom.\ext.)                                              | SCP  | Cann. | KBU  | Béth. | Brug. | Tou. | Erd. | Gar. | Bagn. | Clé. | Rou. | Lyon | PMF  |
| SC Paris                                                           |      | 3-3   | 18-9 | 6-1   | 14-3  | 10-4 | 15-3 | 8-6  | 5-2   | 15-4 | 8-5  | 9-3  | 10-1 |
| Cannes BF                                                          | 3-3  |       | 7-2  | 3-2   | 4-2   | 8-3  | 5-2  | 8-2  | 4-8   | 4-0  | 4-1  | 2-1  | 9-0  |
| Kremlin-Bicêtre United                                             | 4-4  | 4-5   |      | 7-1   | 9-2   | 6-1  | 3-0  | 8-6  | 11-2  | 6-4  | 5-0  | 5-4  | 7-1  |
| FC béthunois                                                       | 2-3  | 1-5   | 1-4  |       | 3-3   | 6-3  | 9-7  | 11-5 | 8-6   | 6-5  | 5-7  | 7-8  | 6-4  |
| Bruguières SC                                                      | 1-4  | 1-7   | 4-3  | 7-1   |       | 2-3  | 1-1  | 3-3  | 5-4   | 5-4  | 1-3  | 3-3  | 3-1  |
| Toulon TEF                                                         | 3-5  | 2-2   | 6-2  | 5-2   | 2-3   |      | 3-3  | 5-1  | 5-3   | 4-5  | 2-2  | 5-6  | 8-4  |
| FC Erdre Atlantique                                                | 8-7  | 2-5   | 1-4  | 5-8   | 6-4   | 1-8  |      | 7-2  | 8-2   | 2-5  | 5-4  | 5-5  | 5-1  |
| Garges Djibson ASC                                                 | 3-6  | 8-6   | 4-7  | 1-5   | 3-4   | 5-2  | 1-4  |      | 5-8   | 4-4  | 5-3  | 10-5 | 7-1  |
| AS Bagneux Futsal                                                  | 4-12 | 0-4   | 3-7  | 4-6   | 2-3   | 6-10 | 5-4  | 6-5  |       | 6-3  | 3-4  | 7-3  | 7-7  |
| ASL Clénay                                                         | 3-3  | 3-5   | 4-5  | 9-0   | 2-2   | 4-6  | 3-3  | 3-6  | 11-1  |      | 4-4  | 7-8  | 2-3  |
| Roubaix AFS                                                        | 1-3  | 1-3   | 2-11 | 4-5   | 4-8   | 7-7  | 7-3  | 8-5  | 4-3   | 5-5  |      | 7-7  | 6-7  |
| Lyon Footzik                                                       | 4-6  | 1-2   | 4-3  | 5-9   | 1-1   | 2-6  | 3-8  | 4-5  | 7-8   | 4-7  | 6-3  |      | 4-4  |
| Paris Métropole Futsal                                             | 0-9  | 3-7   | 0-8  | 4-7   | 0-4   | 3-1  | 7-1  | 4-6  | 3-4   | 2-7  | 2-2  | 1-1  |      |
| - Victoire à domicile - Victoire à l'extérieur - Match non disputé |      |       |      |       |       |      |      |      |       |      |      |      |      |

### Classement
| Rang | Équipe                   | Pts | J  | G  | N | P  | Bp  | Bc  | Diff |
| ---- | ------------------------ | --- | -- | -- | - | -- | --- | --- | ---- |
| 1    | Sporting Club de Paris T | 85  | 24 | 19 | 4 | 1  | 186 | 80  | +106 |
| 2    | Cannes Bocca Futsal      | 84  | 24 | 19 | 3 | 2  | 115 | 55  | +60  |
| 3    | Kremlin-Bicêtre United C | 76  | 24 | 17 | 1 | 6  | 140 | 84  | +56  |
| 4    | Béthune Futsal Club      | 61  | 24 | 12 | 1 | 11 | 112 | 120 | -8   |
| 5    | Bruguières SC            | 60  | 24 | 10 | 6 | 8  | 75  | 87  | -12  |
| 6    | Toulon Tous Ensemble     | 58  | 24 | 10 | 4 | 10 | 104 | 98  | +6   |
| 7    | FC Erdre-Atlantique      | 54  | 24 | 9  | 4 | 11 | 100 | 111 | -11  |
| 8    | Garges Djibson ASC       | 50  | 24 | 8  | 2 | 14 | 108 | 130 | -22  |
| 9    | AS Bagneux Futsal        | 49  | 24 | 8  | 1 | 15 | 104 | 144 | -40  |
| 10   | ASL Clénay               | 48  | 24 | 6  | 6 | 12 | 108 | 109 | -1   |
| 11   | Roubaix AFS              | 48  | 24 | 6  | 6 | 12 | 94  | 117 | -23  |
| 12   | Lyon Footzik             | 45  | 24 | 5  | 6 | 13 | 99  | 130 | -31  |
| 13   | Paris Métropole Futsal   | 37  | 24 | 3  | 4 | 17 | 57  | 137 | -80  |

Promotions et relégations
- Champion de France 2013-2014 et qualifié pour la Coupe de l'UEFA 2014-2015
- Relégation en Division 2 2014-2015

Abréviations
- T : Champion de France 2012-2013
- C : Vainqueur de la Coupe de France 2013-2014

## Clubs engagés dans d'autres compétitions

### Coupe de l'UEFA
En tant que champion en titre, le Sporting Paris participe à la Coupe de l'UEFA. Le club remporte son groupe du tour préliminaire avec trois victoires en trois matchs. Lors de la phase principal, les Parisiens terminent derniers d'un groupe serré où chaque équipe remporte une seule rencontre.

### Coupe de France
Les treize clubs de Division 1 ont l'obligation de participer à la Coupe de France. Exempts des premiers tours, ils débutent la compétition en trente-deuxième de finale. Une équipe doit donc jouer six matchs pour gagner la compétition.
Les clubs de D1 monopolisent rapidement la majorité des places encore en lice. Quand trente-deux clubs sont éliminés pour passer en 16e de finale, seul trois sont de l'élite. En huitième-de-finale, la moitié des postulants à la victoire évoluent en D1, puis cinq des huit quart-de-finalistes et trois des quatre demi-finalistes. Les deux derniers clubs en lice sont Kremlin-Bicêtre United et Cannes Bocca Futsal, le premier s'impose 5-2.
Le tableau suivant montre le nombre de clubs de D1 en lice par tour : 
| Divisions / Manches | 32es de finale    | 16es de finale | Huitièmes de finale | Quarts de finale | Demi-finales | Finale |
| ------------------- | ----------------- | -------------- | ------------------- | ---------------- | ------------ | ------ |
| Clubs de D1 engagés | 13 (sur 64 clubs) | 10 (32)        | 8 (16)              | 5 (8)            | 3 (4)        | 2 (2)  |